# Pasillo
Genres dérivés
Pasillo ecuatoriano
Le pasillo (mot espagnol signifiant « petits pas ») est un genre musical et une danse répandus dans certains pays hispano-américains, notamment l'Équateur — où il est extrêmement populaire, au point d'être considéré comme la musique équatorienne par excellence, et un symbole national —, mais aussi la Colombie et, dans une moindre mesure, dans certaines régions du Venezuela (où le genre est appelé « valse » (« vals » en espagnol)), du Panama, du Costa-Rica, du Nicaragua, du Salvador, et dans le nord du Pérou,,,,,.

## Histoire
Né dans la première moitié du XIXe siècle, le pasillo développe des caractéristiques propres selon les époques et les régions où il s'est développé. Uniquement instrumental à ses débuts — les instruments employés pouvant également varier selon les époques et les régions —, le pasillo chanté est apparu plus tard, avec l'introduction de textes élaborés, poétiques, souvent empreints de romantisme, parfois adaptés de poèmes préexistants. 
En Équateur, les pasillos sont généralement des chansons mélancoliques célébrant la beauté féminine et la nostalgie de l'être aimé. Le pasillo équatorien a connu son apogée international avec le chanteur Julio Jaramillo. Parmi les compositeurs réputés de ce genre musical, on trouve des noms tels que Francisco Paredes Herrera, surnommé « le prince du pasillo équatorien », Enrique Espín Yépez, Segundo Cueva Celi, Enrique Ibáñez Mora, Cristóbal Ojeda ; parmi les interprètes, des noms tels que le guitariste Homero Hidrovo, le pianiste et guitariste Segundo Bautista, le duo Benítez-Valencia, les frères Miño Naranjo, Los Brillantes, les frères Villamar, et plus récemment Las Tres Marías, les frères Nuñez et Juan Fernando Velasco. La chanteuse de pasillo la plus connue est Carlota Jaramillo, surnommée « la reine de la chanson nationale » ou « la reine du pasillo équatorien ».
Présenté par l'Équateur, « le pasillo, chant et poésie » est sélectionné sur la liste représentative du patrimoine culturel immatériel de l'humanité par l'UNESCO en décembre 2021.

## Pasillo ecuatoriano
Selon Alejandro Andrade Coello, écrivain de Quito, le pasillo est introduit en Équateur dans les années 1970 du XIXe siècle, comme en témoigne le groupe Los Bandidos, composé par Aparicio Córdoba. Il est arrivé par le biais des fanfares militaires des guerres d'indépendance vers 1822 ; plus tard, il acquiert des caractéristiques locales, influencées par le sanjuanito et le yaraví. En Équateur, le pasillo devient le symbole musical de la nationalité. Au début, ce genre emblématique est appelé «  », écrit à 3/4 de temps. Les premiers pasillos interprétés étaient connus sous le nom de « valses al estilo del país » ou « colombianos ou colombianas ».
Selon la chercheuse Ketty Wong, depuis le début du XXe siècle, le pasillo équatorien cesse d'être un genre festif joué dans les retretas ou dans les salons pour devenir une chanson qui récite des textes mélancoliques et reflète des sentiments de perte et de nostalgie, parle de la beauté de ses femmes ou exprime la valeur de ses hommes et la nostalgie de l'être aimé. Cependant, il existe aussi des textes qui expriment l'admiration pour les paysages équatoriens, et souvent ces passages en l'honneur d'une région ou d'une ville sont plus connus que les hymnes eux-mêmes, comme dans le cas du célèbre Guayaquil de mis amores de Nicasio Safadi ou de Alma Lojana d'Emiliano Ortega. Ce sentiment témoigne d'un comportement fortement représentatif de la nationalité équatorienne qui accompagne le sens ouvertement romantique de ce genre musical. Wong souligne qu'en Équateur, « en raison de sa capacité à intégrer et à générer différentes significations parmi les différents groupes sociaux, ethniques et générationnels, le pasillo est devenu la musique nationale par excellence. »